# Clémence Beretta
Pour les articles homonymes, voir Beretta (homonymie).
Clémence Beretta née le 22 décembre 1997 à Remiremont est une athlète française, spécialiste de la marche. Elle est l'actuelle détentrice du record de France du 20 km marche en 1 h 28 min 44 s obtenu à Taicang (Chine) le 3/03/2024.
De septembre 2015 à juillet 2021, elle est entraînée par Eddy Riva, ex athlète olympique. Elle est entraînée depuis par Gérard Lelièvre, ex athlète olympique également.

## Biographie
Clémence Beretta commence l'athlétisme en 2007 dès l'âge de 9 ans, son père Pierre Beretta est le président du Club d’athlétisme de Remiremont,. Elle évolue rapidement vers le demi-fond, le cross et la marche rapide. Elle grandit à Saint-Nabord, où elle réside toujours. 
Elle se spécialise dans cette dernière discipline en 2015 à l'âge de 17 ans lorsqu'elle intègre le pôle France de marche au CREPS de Nancy, coachée par Eddy Riva. 
Au bout de quelques mois elle décroche sa première sélection en équipe de France et son premier titre de championne de France junior. 
Elle se classe deuxième du 5 000 mètres marche aux Championnats de France en salle 2017 à Bordeaux avant d'être couronnée championne de France de la discipline en 2018 et 2019 et championne de France en salle en 2019 et 2020.
Le 27 juin 2021, lors des Championnats de France, Beretta bat le record de France du 10 000 m marche, vieux de 20 ans, en 44 min 47 s 77. Elle réitère l'exploit l'année suivante sur la même distance, le 26 juin 2022, en 44 min 08 s 73. 

### Records de France
Le 20 août 2022, elle bat le record de France du 20 km marche en finissant sixième des championnats d'Europe à Munich, en 1 h 30 min 37 s. Elle efface des tablettes l'ancienne marque de Nora Leksir (1h 31 min 15 s) qui tenait depuis 2000 et devient la première finaliste française en marche de l'histoire des championnats d'Europe.
En 2023, Beretta est sacrée championne de France du 20 km à Aix-les-Bains en améliorant son record de France en 1 h 30 min 20 s. Elle décroche ensuite la médaille de bronze du 20 km par équipes aux Championnats d'Europe de marche par équipes à Poděbrady. Elle obtient une 16e place lors des Championnats du monde à Budapest, terminant la course en 1 h 30 min 43 s.
Début 2024 elle bat en Australie les records du 5 000 et du 10 000 m sur piste.
Le 3 mars 2024, Clémence Beretta bat à nouveau son propre record de France du 20 km à Taicang à l’occasion des championnats de Chine de marche, terminant la course 11e en 1 h 28 min 44 s, et se qualifiant par la même occasion aux JO 2024.

## Palmarès
| Date | Compétition                                 | Lieu      | Résultat | Épreuve      | Performance     |
| ---- | ------------------------------------------- | --------- | -------- | ------------ | --------------- |
| 2022 | Championnats d'Europe                       | Munich    | 6e       | 20 km marche | 1 h 30 min 37 s |
| 2023 | Championnats d'Europe de marche par équipes | Poděbrady | 6e       | 20 km marche | 1 h 31 min 14 s |
| 2023 | Championnats d'Europe de marche par équipes | Poděbrady | 3e       | Par équipe   | 37 pts          |
| 2023 | Championnats du Monde                       | Budapest  | 16e      | 20 km marche | 1 h 30 min 43 s |

## Records
| Épreuve      | Performance     | Lieu                | Date            |
| ------------ | --------------- | ------------------- | --------------- |
| 5 km marche  | 20 min 57s 90   | Australie Melbourne | 25 février 2024 |
| 10 km marche | 43 min 35s 32   | Australie Canberra  | 27 janvier 2024 |
| 20 km marche | 1 h 28 min 44 s | Chine Taicang       | 3 mars 2024     |